# Jubilé (comics)
Pour les articles homonymes, voir Jubilé.
Jubilation Lee, alias Jubilé (« Jubilee » en VO) est une super-héroïne évoluant dans  l'univers Marvel de la maison d'édition Marvel Comics. Créé par le scénariste Chris Claremont et le dessinateur Marc Silvestri, le personnage de fiction apparaît pour la première fois dans le comic book Uncanny X-Men #244 en mai 1989.
Elle a fait partie de l'équipe des X-Men.

## Biographie du personnage

### Origines
Jubilé est la fille d'un couple de riches chinois émigrés aux États-Unis. C'est une gymnaste de haut niveau. Ses parents meurent et elle se retrouve à errer dans les rues et centres commerciaux où elle monte des petits spectacles grâce à ses pouvoirs pour survivre.
Alors que des chasseurs de mutants sont à ses trousses, quatre X-Women viennent à son secours : Dazzler, Tornade, Malicia et Psylocke. Elle les suit par la suite en cachette, via un portail de téléportation ouvert par le mutant Gateway. Elle vit cachée quelque temps dans la base des X-Men en volant de la nourriture pour survivre.
Lorsque les X-Men sont attaqués par les Reavers, elle se dévoilera et portera secours à Wolverine. Par la suite, il devient son meilleur ami et son mentor. C'est avec lui qu'elle affronte des Sentinelles et découvre que ses parents ont en fait été assassinés.

### Parcours
À la suite du complot Phalanx, Jubilé intègre l'équipe de Generation X avec qui elle reste jusqu'à sa dissolution et où elle tombe amoureuse du mutant Synch qui sort, hélas pour elle, avec M. À la dissolution de l'équipe, elle part pour Los Angeles quelque temps avec son allié Skin avant de rejoindre avec Husk et M, l'X-Corps de son ancien mentor de Generation X : Le Hurleur.
Après la débâcle de cette nouvelle équipe, elle repart pour Los Angeles rejoindre Skin et tente une carrière d'actrice, mais c'est un échec. Plus tard, ils sont attaqués et crucifiés par l'Église de l'humanité sur la pelouse même des X-Men. Heureusement Jubilé est sauvée, tout comme la mutante Magma, par Archangel qui la ressuscite avec son sang guérisseur. Ce n'est pas le cas des mutants Skin et Bedlam qui succombent.
Elle reste donc à l'Institut Xavier et intègre l'équipe des Uncanny X-Men. Mais pour quelques semaines seulement car l'institut est détruit par le pire ennemi des X-men : Magnéto, et à la restructuration des équipes par Cyclope, elle ne figure dans aucune équipe.
Elle quitte l'institut et retourne à Los Angeles invitée par sa tante : Hope Lee, tueuse à gage qui souhaitait qu'elle en devienne une. Jubilé refuse et retourne à l'institut avec son ami Wolverine.
Elle a fait équipe avec Pulsar pendant un court moment.

### House of M
Lors de l’arc narratif House of M, la Sorcière Rouge, devenue folle, changea la réalité pour en faire l'utopie mutante de la Maison M, un monde dirigé par son père Magnéto et par sa famille. Jubilé y fut membre des Nouveaux Mutants. La Sorcière Rouge, arrêtée par un groupe de héros, restaura la réalité normale mais en faisant perdre leurs pouvoirs à plus de 91,4 % des mutants. Jubilé fait partie des mutants qui perdirent leurs pouvoirs lors du M-Day. Quand Sally Floyd a essayé d’entrer en contact avec les X-Men concernant la perte de pouvoir soudaine de la plupart des mutants, Jubilee a fait tout ce qu’elle pouvait pour aider, mais comme elle n’était plus une mutante, elle ne pouvait pas retourner à l’Institut Xavier et travaillait plutôt en tant qu’activiste politique contre le congressiste Sykes.

### Civil War
Après la guerre civile dans l'histoire Civil War, on la revoit ensuite dans la nouvelle équipe hors-la-loi des New Warriors, sous le nom de code Wondra. Elle était équipée d’une combinaison capable de soulever un train de marchandises au-dessus de sa tête et était responsable des séances d’entraînement de l’équipe. Elle fera partie de l'équipe jusqu'à sa séparation.

### PostCivil War
Jubilee est touchée par l'explosion d'un vampire kamikaze, la recouvrant de sang contaminé, afin de servir d’appât pour capturer Wolverine et les X-men.
Les vampires sont vaincus, mais Jubilé ne peut être soignée. Elle conserve donc les caractéristiques d'un vampire (aversion pour la lumière, force, rapidité...). Elle est soignée par des transfusions de sang de Wolverine (contenant son facteur auto-guérisseur)
Dans la foulée de l'arc "Schism", les X-Men se réorganisent et Jubilé fait partie de l'équipe de sécurité d'Utopia
Pendant la première bataille des Avengers vs. X-Men sur la plage d’Utopia, Jubilee a combattu la Veuve Noire.
Elle s'isole avec d'autres X-Men, souhaitant vivre sa vie et ne plus résider sur l'Utopia.

### Marvel NOW!
Elle a rejoint les X-men et a adopté un bébé trouvé à Budapest qu'elle a appelé Shogo. Ce dernier est brièvement infecté par Arkea, la sœur de John Sublime.
Quelque temps plus tard, Tornade l’a informée que les papiers d’adoption avaient été examinés, ce qui faisait légalement de Jubilé la mère de Shogo.

### Restauration de ses pouvoirs
Jubilee devient enseignante à l'Institut Xavier nouvellement renommé, encadrant des étudiants jugés aptes à devenir des X-Men ou des ambassadeurs mutants auprès de l'humanité. Les étudiants sous sa supervision incluent Quentin Quire, Bling!, Nature Girl, Eye-Boy, Benjamin Deeds et Nathaniel Carver.
Après être tombée sous l'influence de son frère Emplate, Monet attaque l'école. Elle combat Jubilee et enlève le médaillon qu'elle utilise comme protection contre la lumière du soleil. Monet l'expulse ensuite de l'école et alors que la lumière du soleil commençait à brûler Jubilee, Quentin Quire sacrifie l'éclat de la Force Phénix qu'il portait en lui pour la sauver d'une mort certaine, guérissant Jubilee de son vampirisme et restaurant ses pouvoirs mutants dans le processus.
Alors qu’elle se retenait de libérer son potentiel; des années plus tard, elle a pu le faire en toute sécurité dans l'espace sur le vaisseau du collectionneur, sous forme d’explosion atomique. L'utilisation du pouvoir rendant son corps translucide à l'exception de son squelette, elle a généré une explosion massive qui a complètement anéanti le vaisseau et était suffisamment brillante pour être vue depuis la Terre. Jubilee elle-même a été récupérée par Magik, l'explosion ayant fait exploser tous les poils de son corps en plus de ses vêtements.

## Pouvoirs et capacités
En tant que mutante, Jubilee a le pouvoir de générer des plasmoïdes d'énergie pyrotechnique à partir de ses mains. Elle a qualifié ces explosions de « feux d'artifice ». Les plasmoïdes obéissent à son contrôle mental, suivant la direction qu'elle souhaite, prenant diverses formes et explosant quand elle le souhaite. La force des explosions varie en puissance et en intensité et peut aller d'une multitude d'étincelles colorées capables d'aveugler temporairement une personne à une puissante détonation capable de briser des objets et de détruire des biens, ou une rafale de précision à l'intérieur d'un cerveau humain, simulant les effets d'un accident vasculaire cérébral massif. Jubilee peut également absorber l'énergie dans son propre corps sans dommage.
Lors de sa formation dans génération X, Emma Frost a décrit Jubilee comme ayant la capacité inexploitée de faire exploser la matière à un niveau subatomique, ce qui en théorie est l'équivalent d'une bombe à fusion nucléaire. Sa position morale sur le fait de prendre une vie a été observée par Emma pendant le Phalanx Covenant, lorsque Jubilee a expliqué sa peur de tuer quelqu'un si ses pouvoirs s'embrasaient à nouveau, comme ils l'ont fait pendant le scénario Acts of Vengeance dans The Uncanny X-Men (elle a détruit le manoir du Mandarin dans une explosion massive, de chagrin après avoir cru que Wolverine avait été tué).
Alors qu’Emma Frost parlait d’elle comme une mutante très puissante (Emma a déclaré que Jubilee avait un potentiel illimité et était l'un des mutants les plus puissants qu'elle ait jamais rencontrés), Jubilée se contentait de « feux d’artifices » pour rendre temporairement aveugles ses adversaires, ou de petites explosions non mortelles. Cependant, contre le Collectionneur, Jubilee a su créé une explosion nucléaire au cœur de l'espace. Avec la capacité d'interagir avec des particules subatomiques, l’explosion fut telle que la lumière émise fut visible depuis la terre.
L'alternative de Jubilee dans Age of Apocalypse n'hésitait pas à utiliser ses pouvoirs et utilisait pleinement toutes ses capacités.
Dans ses premières apparitions, Jubilee a également montré une apparente immunité à la télépathie, mais cela a été rapidement abandonné par les écrivains. Elle avait, à l'occasion, utilisé cette capacité pour se cacher des scans télépathiques et pour bloquer les sondes mentales des Sentinelles.
Jubilee avait acquis les pouvoirs d'un vampire grâce à sa transformation par la morsure de Xarus, le fils de Dracula. Ils incluaient une force et une vitesse surhumaines et la possibilité de se transformer en vapeur. Il est possible qu'elle pouvait guérir beaucoup plus rapidement qu'un humain. En tant que vampire, Jubilee possédait aussi toutes les faiblesses d'un vampire. Elle utilisait un médaillon créé par Xarus, permettant à tous les vampires de supporter la lumière du soleil. Plus tard, Quentin Quire avait apparemment guéri Jubilee de son statut de vampirique après avoir utilisé un fragment de la Force Phoenix qu'il portait pour la sauver d'une mort certaine, restaurant ses pouvoirs mutants dans le processus.
Elle a reçu un entraînement aux arts martiaux avec Wolverine. Elle est aussi une gymnaste accomplie. De ce fait elle est très agile et tout à fait capable de se défendre sans pouvoirs.

## Publications
- Bishop #1
- Damage Control (vol. 3) #4
- DC Versus Marvel Comics #1, 4
- DC/Marvel: All Access #2-4
- Deathlok (2e série) #4-5
- Excalibur (1e série) #57-58
- Generation X #1-22, 24-25, 29, 31-58, 60-61, 63-72, 75
- Generation X '95 Annual, '96 Annual, '97 Annual, '99 Annual
- Ghost Rider (vol. 3) #26-27
- Incredible Hulk (vol. 2) '97 Annual
- Jubile #1-6
- Marc Spector: Moon Knight #41
- Marvel Comics Annual 1998 Starring Generation X vs Dracula
- Marvel Comics Presents #89
- Marvel Comics Versus DC #2-3
- Marvel Team-Up #6
- Marvel Valentine Special #1
- New Mutants #96-97
- New Warriors (vol. 2) #5
- Uncanny X-Men #244, 247-248, 251-253, 257-258, 261, 268, 271-280, 288, 295, 297, 302-304, 311, 314, 316-318, 325, 331, 343, 350, 353-354, 375-377, 388, 403-406, 423, 425-427, 429-431, 433-434, 437
- Uncanny X-Men Annual #13-14, 18
- Uncanny X-Men '95 Annual, '99 Annual
- What If...? (2e série) #60
- Wolverine (2e série) #40-43, 45-46, 48, 50-53, 55-65, 72-75, 94, 115, 117-118, 125-126, 141, 146-147
- X-51 #7-8
- X-Factor (vol. 1) #62, 69-70
- X-Force #16, 18, 42
- X-Man #50
- X-Men (vol. 2) #4-14, 17-21, 23-25, 28-30, 33, 36-37, 41, 64, 96, 99, 157, 165
- X-Men (vol. 2) Annual #1-3
- X-Men (vol. 2) '96 Annual
- X-Men: Prime
- X-Men Unlimited #5, 20, 23, 25, 30, 34
- X-Men (vol. 4)

## Apparitions dans d'autres médias

### Télévision
Entre 1992 et 1997, Jubilé apparaît dans 43 épisodes de la série d'animation X-Men. En 1995, le personnage apparaît dans deux épisodes de la série d'animation Spider-Man, l'homme-araignée. Heather McComb l'incarne dans le téléfilm Generation X sorti en 1996.
Elle apparait dans 9 épisodes de X-Men: Evolution, entre 2001 et 2003.

### Cinéma

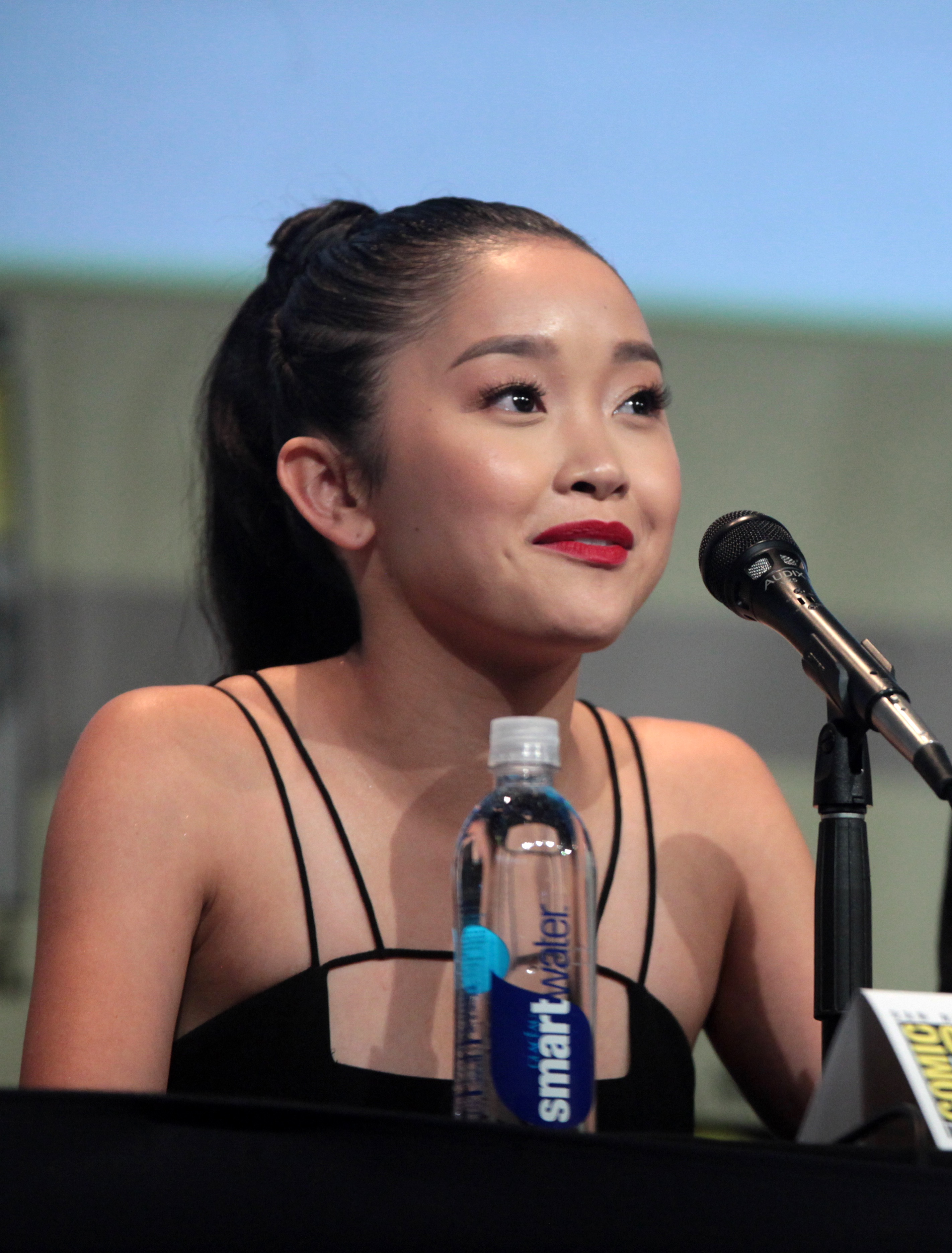
Lana Condor interprète Jubilee dans le film X-Men: Apocalypse.

Le personnage ne fait que des apparitions clins d’œil dans les trois premiers films de la série de films X-Men. Katrina Florece tient le rôle dans le premier film, où elle apparaît dans les classes du professeur Xavier et de Tornade. Kea Wong reprend le rôle dans X-Men 2, Jubilé est coupée au montage dans la scène au musée. Elle fait cependant partie des mutants kidnappés par William Stryker, sauvés par Tornade et Diablo. Kea Wong revient pour X-Men : L'Affrontement final, où elle est visible dans une salle de classe.
Elle apparaît dans X-Men: Apocalypse, interprétée par l'actrice Lana Condor. Certaines scènes ont cependant été coupées au montage (son pouvoir notamment ne sera visible que dans les scènes additionnelles du DVD).

### Jeux vidéo
En 1998, Jubilé est présente dans Marvel vs. Capcom: Clash of Super Heroes. Elle est plus tard l'un des personnages jouables de X-Men Legends (2004).
En 2022, elle est une carte dans le jeu vidéo Marvel Snap.